# ديل إنسبيرون
إنسبيرون (بالإنجليزية: Inspiron)‏ هو نوعٌ من الحواسيب المحمولة أو المكتبية موجهٌ للمستهلكين، يُصنع ويُباع عبر شركة ديل. يُعد هذا النوع من الأجهزة الحاسوبية المحمولة والمكتبية المُتكاملة مقبولة السعر. يتنافسُ هذا النوع بشكلٍ أساسي مع أجهزة الحاسوب مثل آيسر، أسوس، إتش بي، لينوفو، سامسونج، توشيبا.

## الأنواع
تتكون تشكيلة ديل إنسبيرون من أجهزة حاسوب محمولة ومكتبية متكاملة.
- حواسيب ديل إنسبيرون المحمولة [الإنجليزية]
- حواسيب ديل إنسبيرون المكتبية [الإنجليزية]
- حواسيب ديل إنسبيرون المتكاملة [الإنجليزية]

متوقفة:
- نت بوك سلسلة ديل إنسبيرون ميني (2008-2010)

## روابط خارجية
- الموقع الرسمي